# Крымские азизы

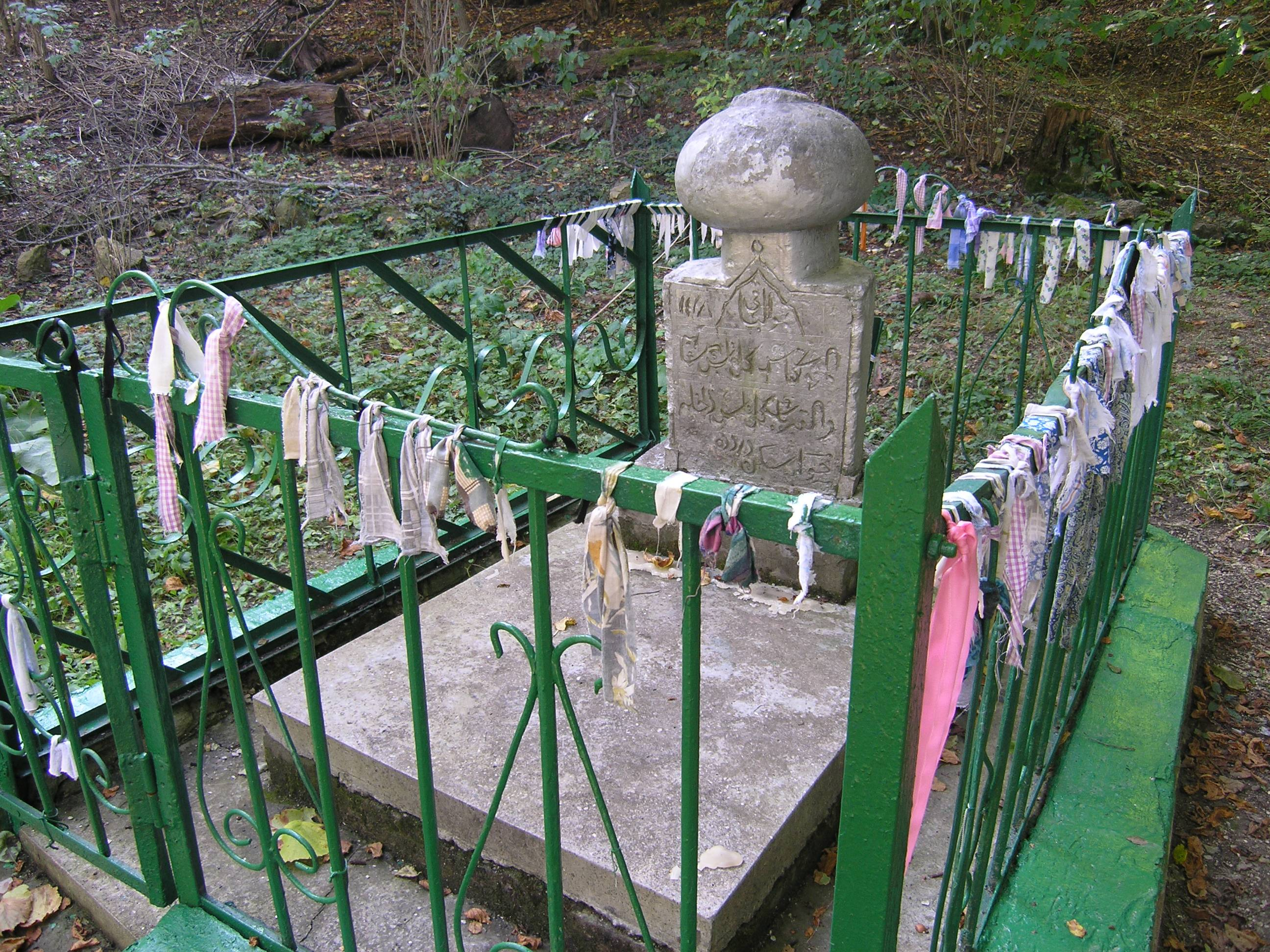
Карлы Азиз

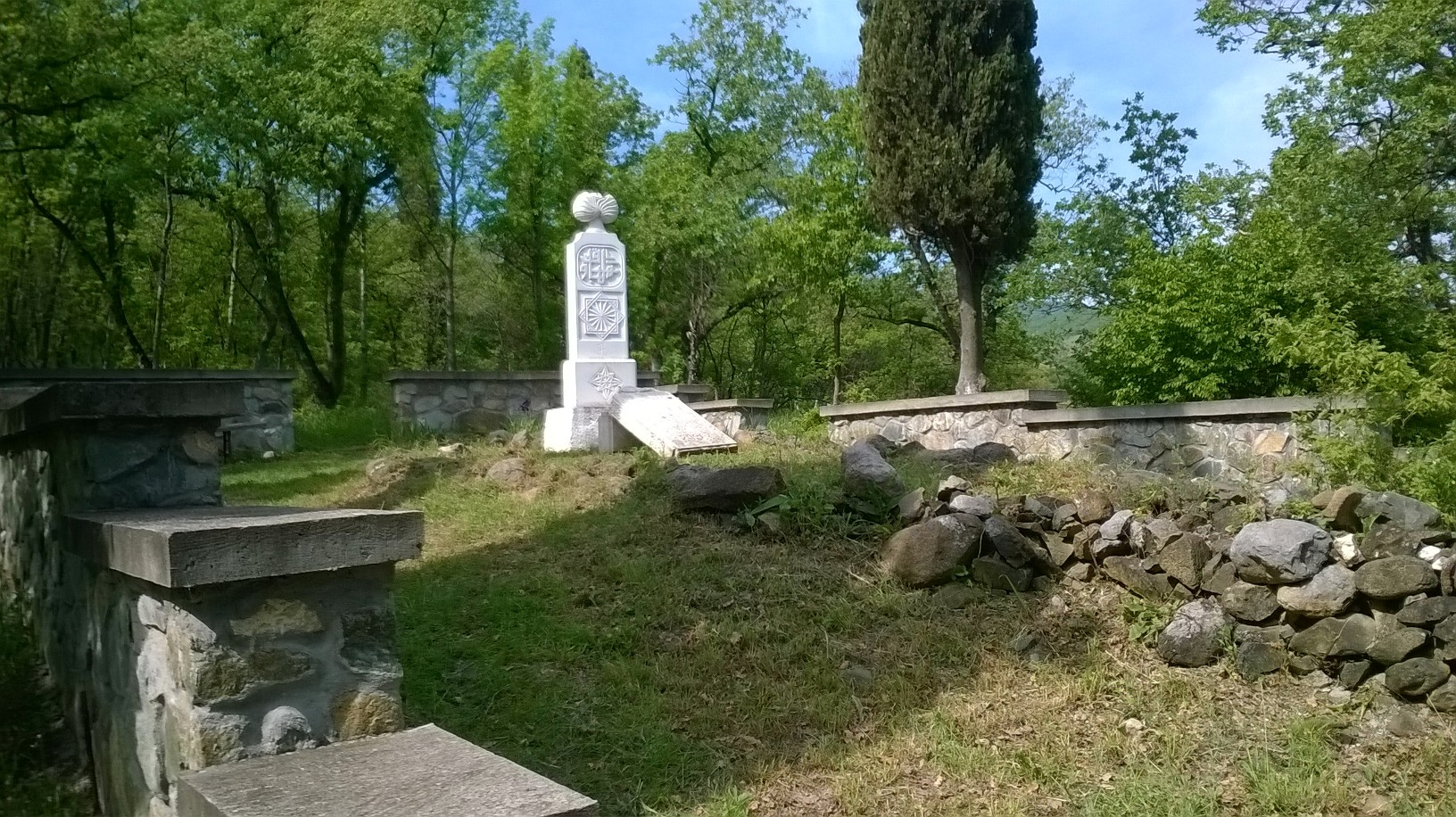
Азиз Девлет-Баба

Крымские азизы являются частью культуры крымских татар. Культ святых появился на полуострове с распространением суфизма. Азизами могут быть как природные, так и рукотворные объекты. Посещая азизы мусульмане читают молитвы и совершают акт символического жертвоприношения. По состоянию на 2021 год в Крыму насчитывалось более 100 азизов.

## Описание
Крымские татары называют азизами места, связанные с деятельностью исламских праведников или шейхов. Азизами могут быть природные или рукотворные объекты. К природным относятся деревья, источники, скалы, а к рукотворным — могилы, дюрбе или мечети. Слово «азиз» происходит от араб. عزیز‎ и означает «друг», «близкий», «всемогущий», «драгоценный». По версии Харлампия Монастырлы слово заимствовано из греч. ἅγιος и означает «святой».
Зачастую азизы находятся за пределами или на окраине населённых пунктов. Территория около азиза не использовалась в сельском хозяйстве, поскольку это считалось осквернением захоронения.
Паломники, прибывшие к азизу, произносят молитву и совершают акт принесения символического жертвоприношения (оставляют куски одежды, деньги или еду). Феномен крымских азизов в конце XIX так описывал Харлампий Монастырлы: «У татар есть святые, к которым они обращаются как к посредникам и ходатаям перед Аллахом, а также с молитвой об исцелении от недугов. // Гробницы азисов служат местами посещения правоверных в дни житейских невзгод, болезней и прочих бед. Страждущие неизлечимыми болезнями и другие больные с благоговением обходят вокруг гробниц азисов, молятся, кладут лоскутки от своих одежд, преимущественно зелёного или красного цвета, как бы оставляя здесь вместе с ними свои болезни и, в полной уверенности на милость азиса, спокойно расходятся».

## История

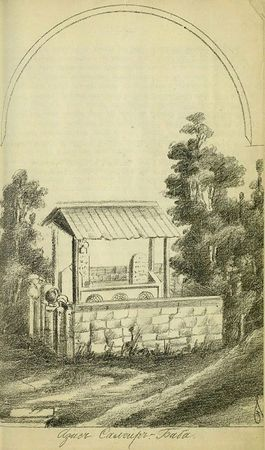
Азиз Салгир-Баба на берегу Салгира в границах Ак-Месджита

Развитие культа святых в исламской среде Крыма происходило под влиянием суфизма. Большинство известных крымских азизов расположены в районах распространения средневековых суфийских обителей. Культ поклонения азизам является синтезом так называемого «народного» ислама и архаических верований. Одним из старейших азизов является Азиз Гази-Мансура в ущелье Марьям-Дере под Бахчисараем, первые упоминания о котором сделал турецкий путешественник Эвлия Челеби в XVII веке. Традиция поклонения азизам закрепилась во время существования Крымского ханства. После присоединения Крыма к Российской империи началось постепенное разрушение института исламского паломничества на полуострове. До конца XIX века в Крыму была распространена практика закрепления за каждым азизом своего смотрителя, который следил за чистотой объекта, распоряжался пожертвованиям и помогал паломникам. Михаил Родионов, составивший в 1872 году «Статистико-хронологическо-историческое описание Таврической епархии» указывает, что новые православные храмы нередко строились на местах мечетей.

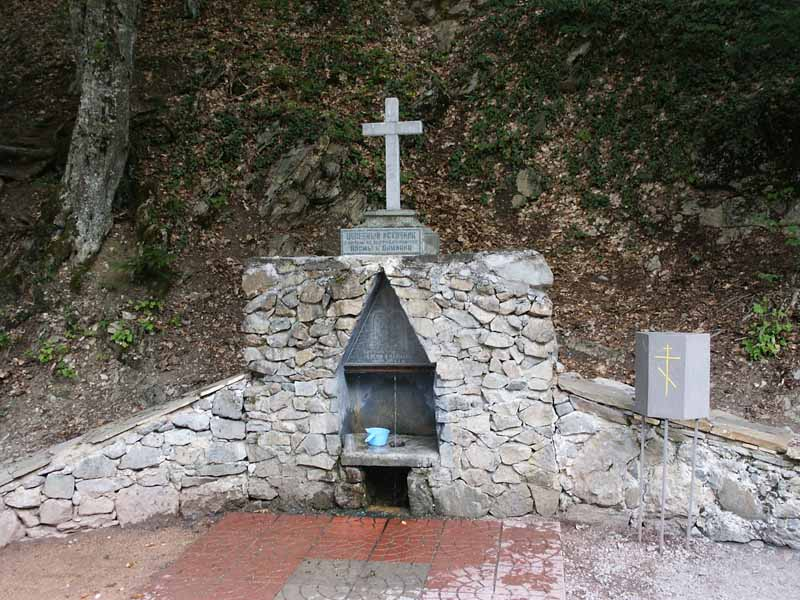
Савлух-Су

В конце XIX века вопрос культа чествования крымских исламских святынь поднимался в работах Исмаила Гаспринского и Н. Гудзия. Гаспринский отмечал, что ряд азизов могут быть исключительно исламскими, а некоторые почитаться одинаково мусульманами и христианами. На рубеже конца XIX — начала XX века в Крыму фиксировались случаи совместного использования сакральных объектов. Так епископ Таврический и Симферопольский Гермоген описывал исцеление русских, греков и крымских татар после посещения родника Савлух-су при Косьмо-Дамиановском монастыре. Долины Марьям-Дере привлекала внимание представителей трёх различных религий, в связи с чем там сформировался своеобразный сакральный ландшафтный комплекс. На территории Марьям-Дере длиной в 2 км находятся мусульманский азиз Гази Мансур, православный Успенский монастырь и караимское кладбище в Иосафатовой долине. Близ Инкерманского пещерного монастыря расположен Инкерманский азиз.

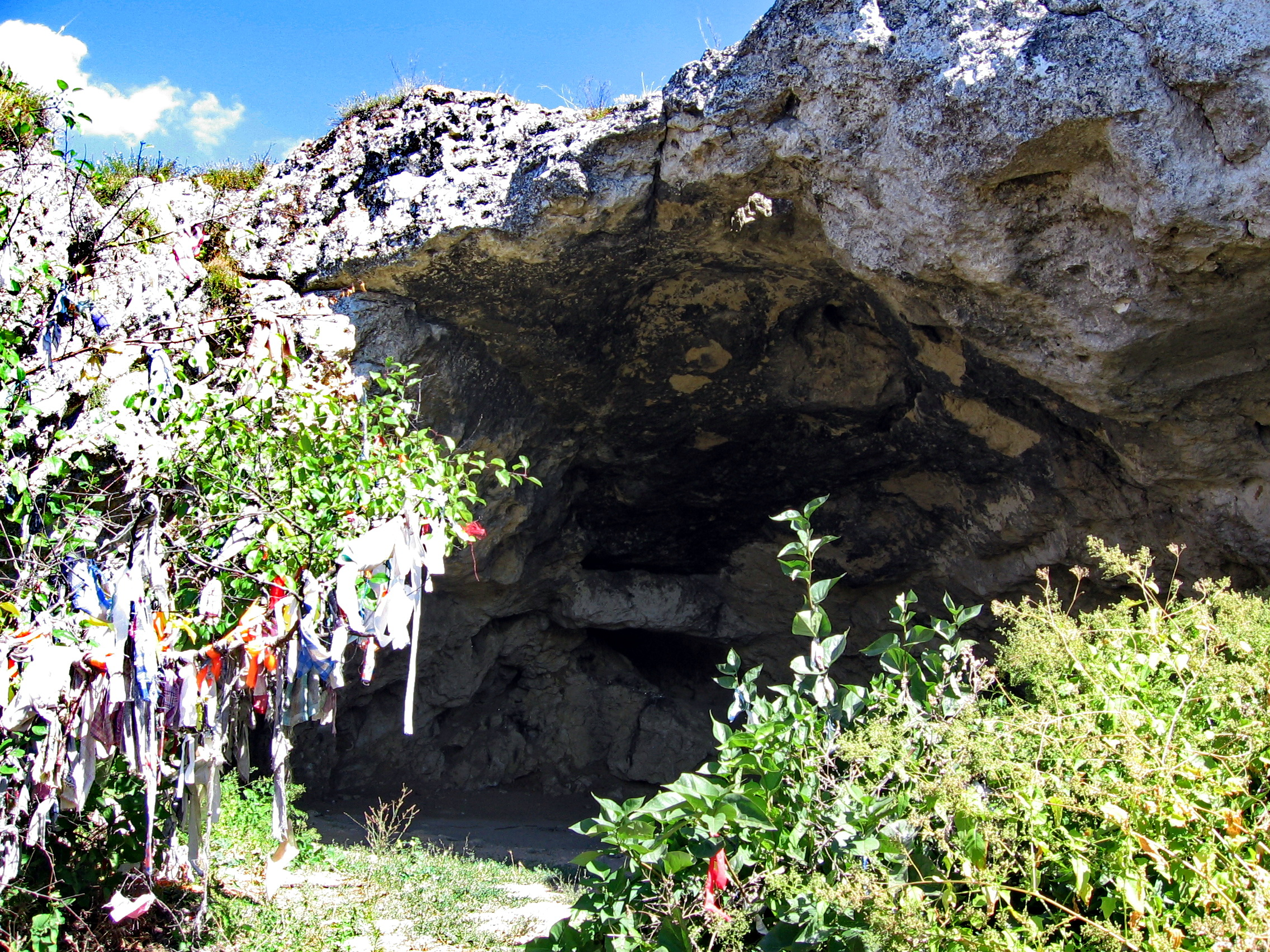
Пещера Кырк-Азиз

К святым местам, которые почитались у мусульман и православных, относится Кырк-Азиз (расположен у села Литвиненково Белогорского района). При этом как православные, так и мусульмане использовали очень похожие легенды для описания истории данного культового места, однако с разной конфессиональной коннотацией. По православному варианту легенды тут погибло 40 юношей от рук осман во время чтения Евангелие, а по мусульманской — 40 правоверных, убитых во время чтения Корана.
Известны случаи участия крымских татар в праздновании христианских праздников. Кроме того, в конце XIX века в Крыму неоднократно фиксировалось поклонение иконе Успения Пресвятой Богородицы как греков и армян, так и крымских татар.
После депортации крымских татар в 1944 году многие азизы были разрушены или пришли в упадок. Поиск и восстановление азизов с возвращением крымских татар в конце 1980-х — начале 1990-х годов носил как организованный, так и индивидуальный характер. По словам некоторых прибывших из мест депортации, азизы являлись едва ли не первыми местами на полуострове, которые они посещали. Для работ по восстановлению азизов в 1996 году была создана общественная организация «Азизлер», которую возглавил поэт Идрис Асанин. Организация кроме восстановления азизов ставила перед собой задачу создания электронной карты всех азизов полуострова.

## Названия
Для обозначения мест культа святых употребляется слово «азиз» или «азизлер». Сами святые места могут именовать «азиз-баба» или «азиз-чокрак» (святой источник). Для уточнения название места культа к его названию добавляют именование населённого пункта или географического объекта, где он расположен. Например, Корбек Азиз (по селу Корбек), Карлы Азиз (по селу Карло) или Карадаг Азиз Бабай (находится на горе Карадаг). В некоторых случаях в названии указываются особенные свойства или форма азиза. К примеру Кирк Азиз (в переводе — «сорок святых») или Козь Бабай в Приветном («козь» с крымскотатарского — «глаз»; по легенде, эта святыня помогает от болезней глаз), Киз Азизлер (с крымскотатарского «киз» — «девушка»; по преданию там похоронены молодые девушки).

## Классификация и численность
Историк Елена Соболева указывает, что в течение 2006—2011 годов в Крыму ею были собраны сведения о 50 азизах. По состоянию на 2021 год известно о 130 азизах на территории Крыма. По другим данным на полуострове может находится до 300 азизов.
Согласно классификации Соболевой крымские азизы можно разделить на три группы — общекрымские, региональные и локальные. К первой группе относятся наиболее известные и почитаемые за пределами отдельной местности. Это в частности Кирк Азиз, гробницы Гази-Мансура и Мелика Гайдера в Бахчисарае, Мойнак Азиз, Салгир-Баба Азиз, Инкерман Азиз и Гурзуф Азиз. К региональной группе относится большинство крымских азизов. Среди таких святых мест — Карлы Азиз, Карадаг Азиз, Корбек Азиз. К локальной группе крымских азизов относятся святыни, почитаемые в рамках одного или нескольких населённых пунктов, однако в религиозной иерархии они стоят ниже региональных. Зачастую, такие памятники не являются захоронениями, а являются природными объектами или источниками воды.
Исмаил Гаспринский в статье от 1913 года, опубликованной в «Восточном сборнике» (издание общества русских ориенталистов), выделял восемь наиболее известных азизов:
- Инкерманский азиз
- Савлух-су азиз (на территории Косьмо-Дамиановского монастыря)
- Азиз Мелек Гайдера (Бахчисарай)
- Азиз Гази-Мансура (Бахчисарай)
- Азиз Салгир-Баба (Симферополь)
- Мойнак Азиз (Евпатория)
- Гурзуф Азиз
- Кемаль-Бабай (Карадаг)